# 載錫
載錫（1784年—1821年），愛新覺羅氏，奕純的第一子，母嫡夫人伊爾根覺羅氏，御史錫薩（薩載之兄）之女。乾隆帝玄孫，定安親王永璜曾孫，綿德孫。

## 生平
嘉慶三年，封三等鎮國將軍；十四年晉不入八分輔國公；二十一年襲貝子；道光元年薨，年三十七歲。
載錫生於乾隆四十九年三月初八，是乾隆帝第一個玄孫，更是「長房長子長孫長曾孫長玄孫」。乾隆帝為此非常高興，對皇玄孫的教學也頗為上心。當時崇慶皇太后雖已逝世七年，但乾隆庶母、和親王弘晝生母、雍正後宮裕皇貴太妃耿氏仍然在世，可算是六世同堂。乾隆五十六年八月十一日，乾隆命眾皇子皇孫於山莊校射，當時的載錫年方八歲，五發三中。乾隆為此深為嘉悅，並賜之以黃褂。嘉慶三年春成婚，時年十四歲。乾隆帝還把得到六世來孫的期望放在他身上，不過他的長子生於乾隆駕崩後的四年。

## 家庭
嫡夫人，孫佳氏，將軍慶成之女。
載錫生有四子一女，四子皆為嫡夫人孫佳氏所出：
長女，下嫁喀爾喀德勒克多爾濟。
長子溥慶（1803－1803），生於嘉慶八年，當年夭折，一歲。
次子不入八分輔國公溥喜（1809－1853），嘉慶十四年生，咸豐三年卒，四十四歲。
三子不入八分輔國公溥吉（1811－1866），嘉慶十六年生，同治五年卒，五十五歲。
四子溥哲（1813－1815），生於嘉慶十八年，嘉慶二十年夭折，兩歲。